# Henryk Rechowicz
Henryk Witold Rechowicz (ur. 15 czerwca 1929 w Dąbrowie Górniczej, zm. 17 czerwca 2004) – polski historyk, nauczyciel akademicki, działacz Polskiej Zjednoczonej Partii Robotniczej, w latach 1972–1980 rektor Uniwersytetu Śląskiego w Katowicach.

## Życiorys
Syn Jana i Katarzyny. Ukończył studia historyczne latach 1957–1960 w trybie zaocznym w Wyższej Szkole Nauk Społecznych przy KC PZPR. W 1962 uzyskał stopień doktora na Uniwersytecie Wrocławskim zaś stopień doktora habilitowanego otrzymał w 1966 na Uniwersytecie Jagiellońskim. Tytuł naukowy profesora uzyskał w 1969, zaś profesorem zwyczajnym nauk humanistycznych został w 1974.
W latach 1963–1972 pełnił funkcję dyrektora Śląskiego Instytutu Naukowego w Katowicach. Był kierownikiem Zakładu Historii Najnowszej Instytutu Historii Wydziału Nauk Społecznych Uniwersytetu Śląskiego. Zasiadał w Komitecie Nauk Historycznych PAN. Autor haseł w Słowniku biograficznym działaczy polskiego ruchu robotniczego i w Polskim Słowniku Biograficznym. 
W okresie Polski Ludowej był czołowym aktywistą PZPR w województwie katowickim. Na VII Zjeździe PZPR w grudniu 1975 wybrany na zastępcę członka Komitetu Centralnego PZPR (do 1980).
W ostatnich latach pracy zawodowej zajmował stanowisko profesora Akademii Wychowania Fizycznego w Katowicach.
Jego działalność naukowa dotyczyła głównie historii ruchu komunistycznego, dziejów Zagłębia Dąbrowskiego i Górnego Śląska oraz historii sportu.

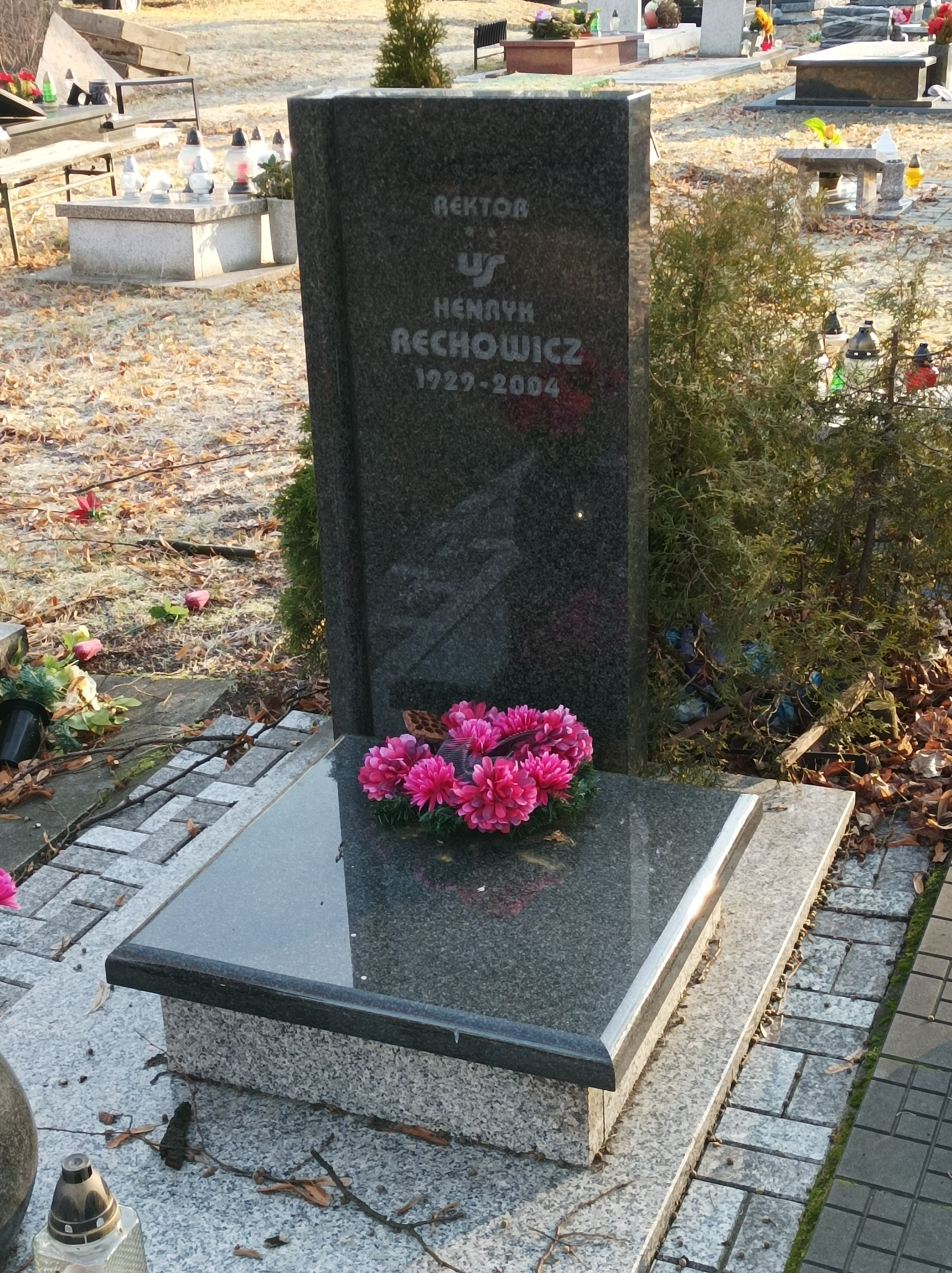
Grób prof. Henryka Rechowicza na cmentarzu ewangelickim przy ul. Francuskiej w Katowicach

Został pochowany na cmentarzu ewangelickim w Katowicach (kwatera 8-1-9).

## Odznaczenia  i nagrody
Odznaczony m.in. Krzyżem Kawalerskim i Krzyżem Komandorskim Orderu Odrodzenia Polski oraz Złotą Odznaką Trybuny Robotniczej. Laureat Nagrody "Trybuny Ludu" w dziedzinie upowszechniania marksizmu-leninizmu i polityki PZPR (1972).

## Wybrane publikacje
- Pierwsze wybory. Rola PPR w wyborach do Sejmu Ustawodawczego w 1947 r. w województwie śląsko-dąbrowskim, Katowice 1963 (rozprawa doktorska)
- Sejm Śląski 1922-1939, Katowice 1965 (praca habilitacyjna)
- Związek Weteranów Powstań Śląskich 1945-1949, Katowice 1966
- Aleksander Zawadzki. Życie i działalność, Kraków 1969
- Powstańcy śląscy w Polsce Ludowej 1945-1949, Katowice 1970
- Konsekwentna lewica. Komunistyczna Partia Polski, tom 227 serii wydawniczej Omega, Warszawa 1972
- Bolesław Bierut 1892-1956, Kraków 1974
- Historia ruchu robotniczego w Zagłębiu Dąbrowskim, Katowice 1981
- Wojewoda śląski dr Michał Grażyński, Warszawa-Kraków 1988
- Sport na Górnym Śląsku do 1939 roku, Katowice 1997
- Dzieje sportu w województwie śląsko-dąbrowskim (1945-1950), Katowice 1999